# Propagande en Corée du Nord

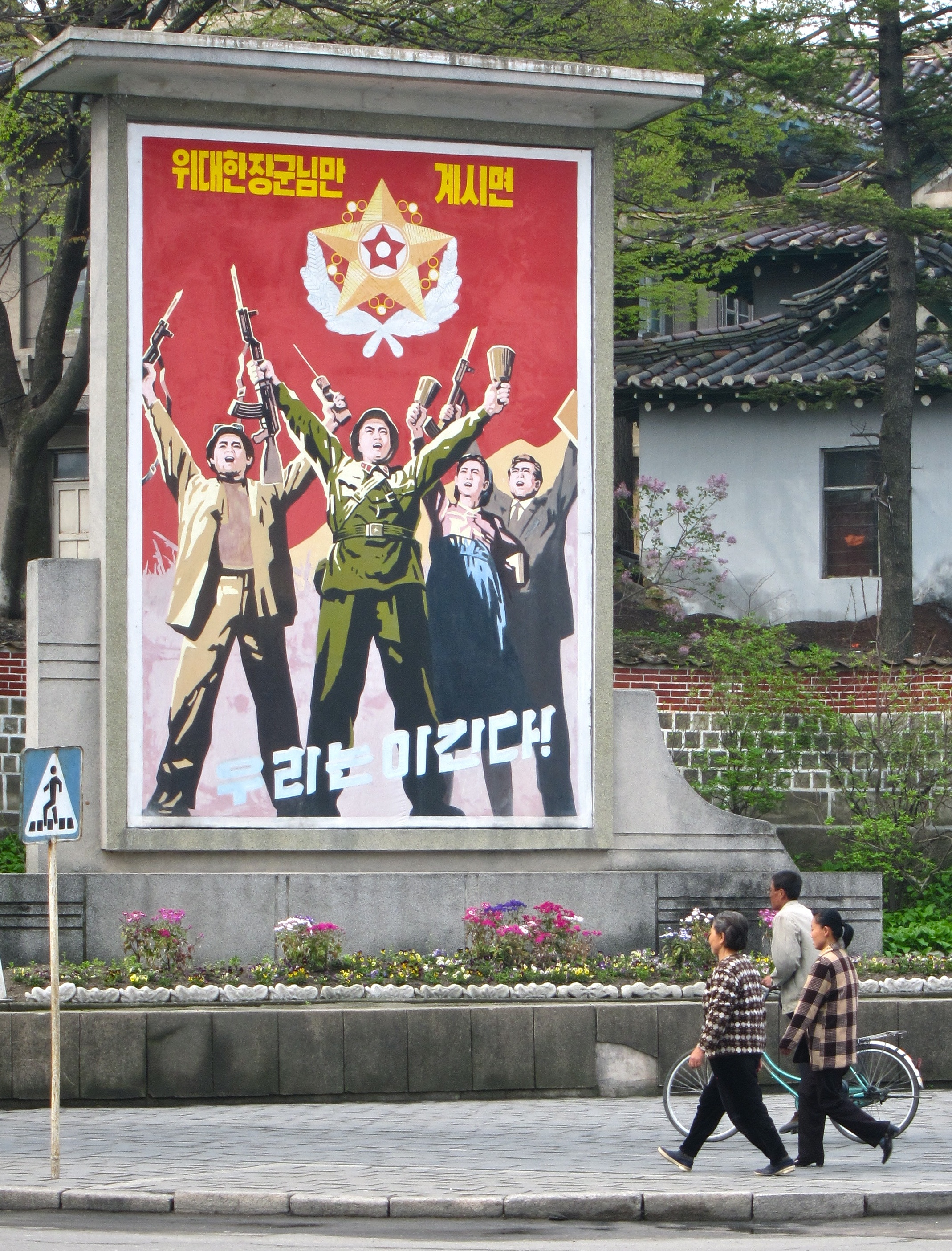
Affiche de propagande nord-coréenne.

La propagande en Corée du Nord est historiquement basée autour du culte de la personnalité de la dynastie Kim et est centrée autour du concept idéologique du juche et de la promotion du Parti du travail de Corée. Elle est omniprésente dans le pays, où de nombreux portraits des dirigeants sont affichés partout. Elle est principalement contrôlée par le département de Propagande et de l'Agitation du Parti du travail de Corée.

## Thèmes

### Culte de la personnalité

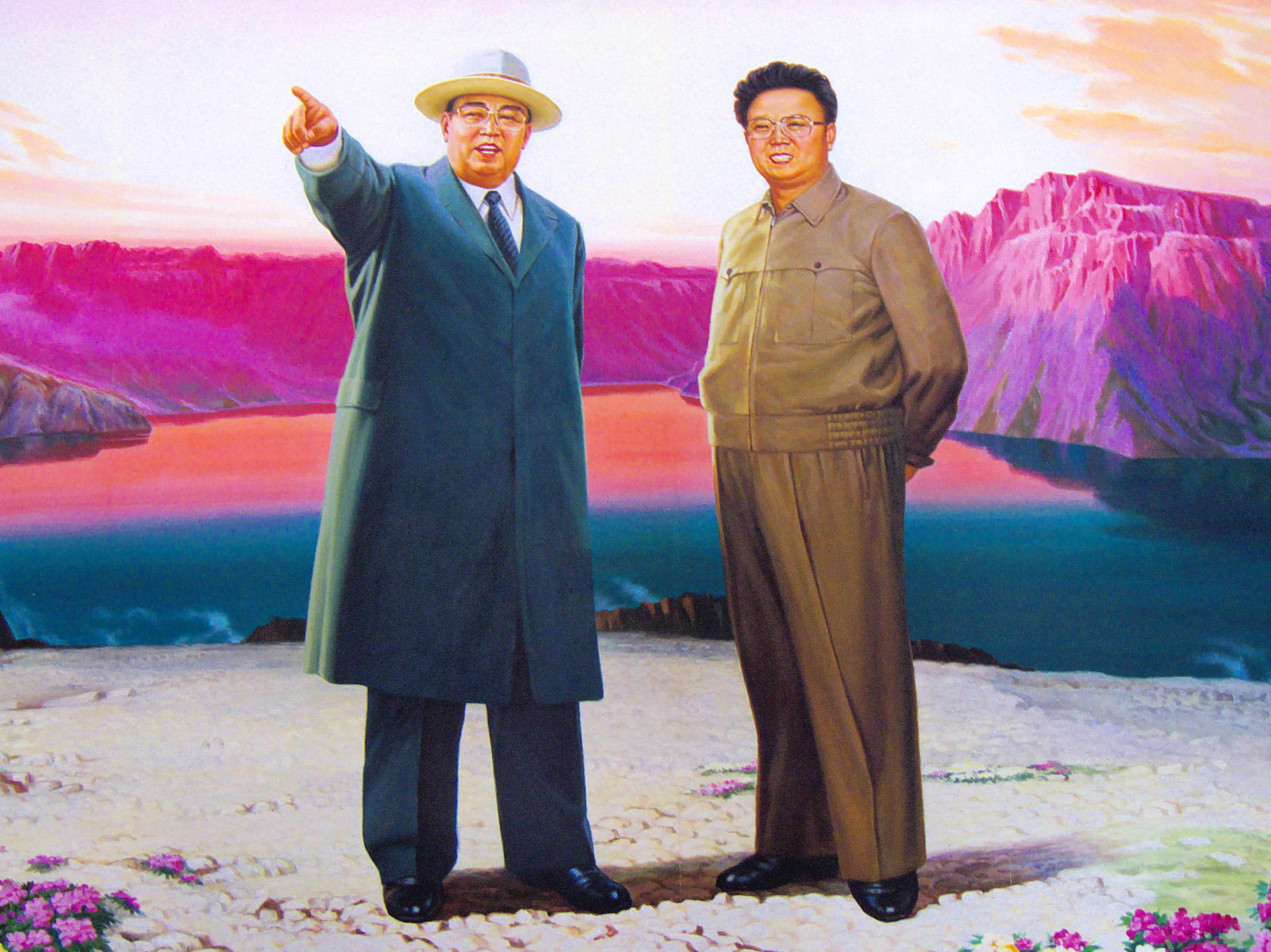
Kim Il-sung et Kim Jong-il sur le mont Paektu.

Au cours des premières décennies d'existence de la Corée du Nord, la propagande nord-coréenne est cruciale pour la formation et la promotion du culte de la personnalité de Kim Il-sung, le fondateur de l'État totalitaire. L'Union soviétique commence à le représenter dans la sienne (en) comme un combattant de la résistance aussitôt après l'avoir mis au pouvoir. Cela dépasse rapidement ses modèles de l'Europe de l'Est. Au lieu de représenter sa résidence réelle dans un village soviétique pendant la guerre avec les Japonais, il est prétendu qu'il menait une guérilla à partir d'une base secrète.
Une fois les relations avec l'Union soviétique interrompues, son rôle est expurgé, comme celui de tous les autres nationalistes, jusqu'à ce qu'il soit revendiqué comme le fondateur du Parti communiste en Corée du Nord. Il est rarement montré en action pendant la guerre de Corée, qui, si elle est présentée comme une victoire glorieuse, a néanmoins détruit le pays et fait environ 3 millions de morts. À la place, les soldats sont représentés comme s'inspirant de son exemple. Par la suite, de nombreuses histoires sont racontées lors de ses « conseils sur place » sur différents sites, dont beaucoup sont ouvertement présentées comme fictives.
Cela est complété par une propagande autour de son fils, Kim Jong-il. La « pénurie de nourriture » pousse Kim à faire des anecdotes dans lesquelles il insiste sur le fait qu'il mangerait la même pauvre ration de nourriture que les autres Nord-Coréens.
Les actions de propagande autour du « Jeune général » Kim Jong-un commencent après son ascension au pouvoir à la suite de la mort de son père en décembre 2011.

### Relations étrangères

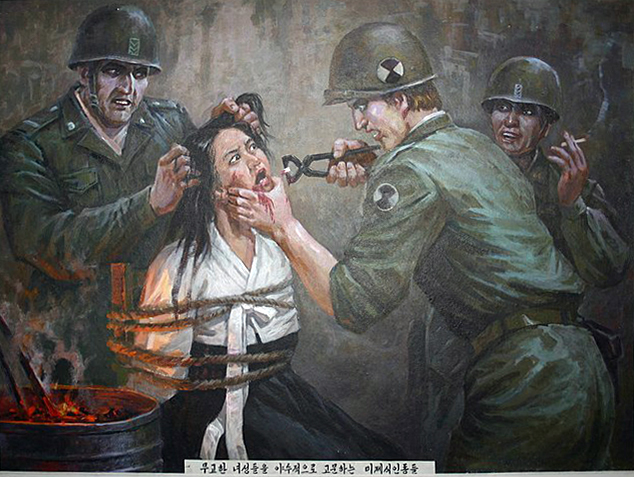
Peintures affichées sur les murs du musée des atrocités de guerre américaines qui décrivent les atrocités supposément commises par des soldats américains pendant la guerre de Corée.

Les premières actions de propagande, dans les années 1940, présentent une relation positive avec l'Union soviétique, représentant souvent les Russes en figures paternelles de Coréens enfantins. Dès que les relations deviennent moins cordiales, ses images sont expurgées des archives historiques. L'effondrement de l'URSS, sans coups de feu, est souvent représentée avec un mépris intense dans les sources qui ne sont pas accessibles aux Russes.
Les Américains sont représentés de manière particulièrement négative. Ils sont présentés comme une race intrinsèquement mauvaise, avec qui l'hostilité est la seule relation possible. La guerre de Corée est utilisée comme source d'exemples d'atrocités, moins pour les bombardements que pour les massacres.
Le Japon est souvent représenté comme un pays avide et dangereux, tant à l'époque coloniale que par la suite. La propagande nord-coréenne met souvent en évidence le danger de la remilitarisation japonaise. Dans le même temps, l'intensité de la propagande antijaponaise subit des fluctuations répétées, en fonction de l'amélioration ou de la détérioration des relations entre la Corée du Nord et le Japon. Pendant les périodes où la Corée du Nord est en meilleurs termes avec le Japon qu'avec la Corée du Sud, la propagande nord-coréenne ignore globalement le contentieux sur les rochers Liancourt. Cependant, si Pyongyang se sent menacé par le rapprochement entre le Japon et la Corée du Sud ou cherche à coopérer avec Séoul contre Tokyo, les médias nord-coréens rappellent rapidement le sujet, dans le but de causer des frictions dans les relations nippo-sud-coréennes.
Les nations amicales sont représentées presque exclusivement comme des États tributaires. Le journaliste britannique Christopher Hitchens souligne dans l'essai Une nation de nains racistes que la propagande a un point de vue manifestement raciste et nationaliste :

« Les femmes nord-coréennes qui reviennent enceintes de Chine - le principal allié et protecteur du régime - sont obligées de se soumettre à des avortements. Les affiches murales et les bannières représentent tous les Japonais comme des barbares qui ne sont égalés que par les Américains caricaturés en monstres à la tête vide. »

#### Corée du Sud

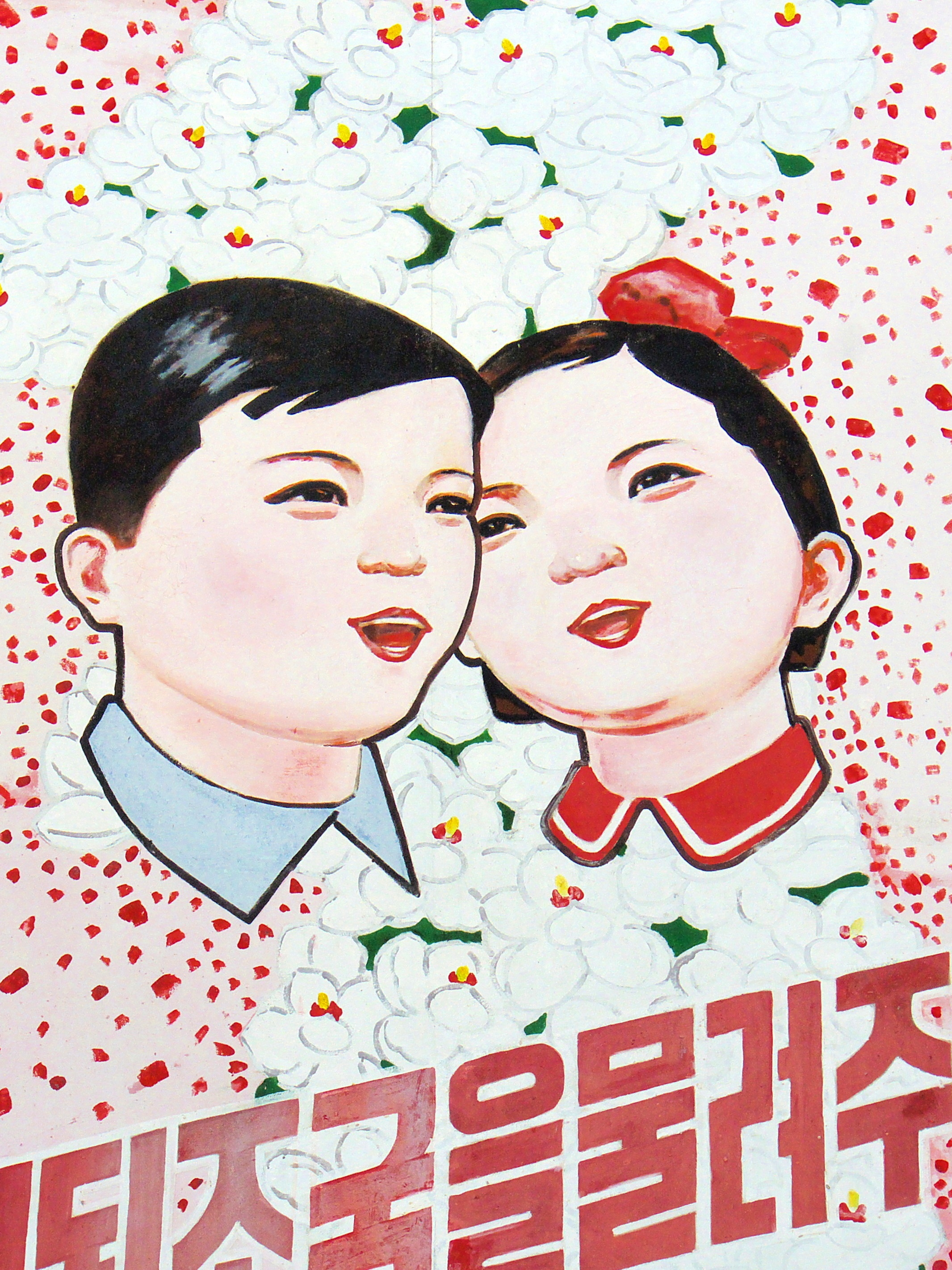
Affiche de propagande nord-coréenne promouvant la réunification de la Corée.

La Corée du Sud est représentée à l'origine comme un pays pauvre, où les soldats américains tirent sur des enfants coréens, mais, dans les années 1990, trop d'informations atteignent la Corée du Nord pour empêcher que les Nord-Coréens n'apprennent que la Corée du Sud dispose d'un niveau de vie plus élevé et la propagande finit par l'admettre. La ligne adoptée est que cela n'empêche pas les Sud-Coréens d'aspirer à l'unification et à la purification.

### Fierté ethnique
La propagande nord-coréenne fait souvent référence aux Coréens comme la plus pure des races (en), avec un lien mystique avec la beauté naturelle du paysage. La couleur blanche est souvent utilisée comme symbole de cette pureté, comme dans une peinture de la « guerre de libération de la patrie » (ou guerre de Corée) qui représente les partisans féminins lavant et étendant des blouses blanches, bien que cela les aurait rendus très visibles sur le champ de bataille.
Contrairement aux représentations staliniennes des personnes se renforçant par elles-mêmes, se cultivant intellectuellement, et grandissant pour devenir aptes à achever le communisme, l'image habituelle dans la littérature nord-coréenne (en) est une vertu spontanée qui se révolte contre l'intellectualisme mais fait naturellement ce qui est juste.
Les histoires commencent souvent par des personnages coréens légèrement imparfaits et qui sont facilement réformés en raison de leur nature intrinsèquement pure. Ce processus entraîne des problèmes tels que le manque de conflit et donc la négligence.
La Corée du Sud est souvent représentée comme un lieu de dangereuse contamination raciale.

### « L'armée d'abord »

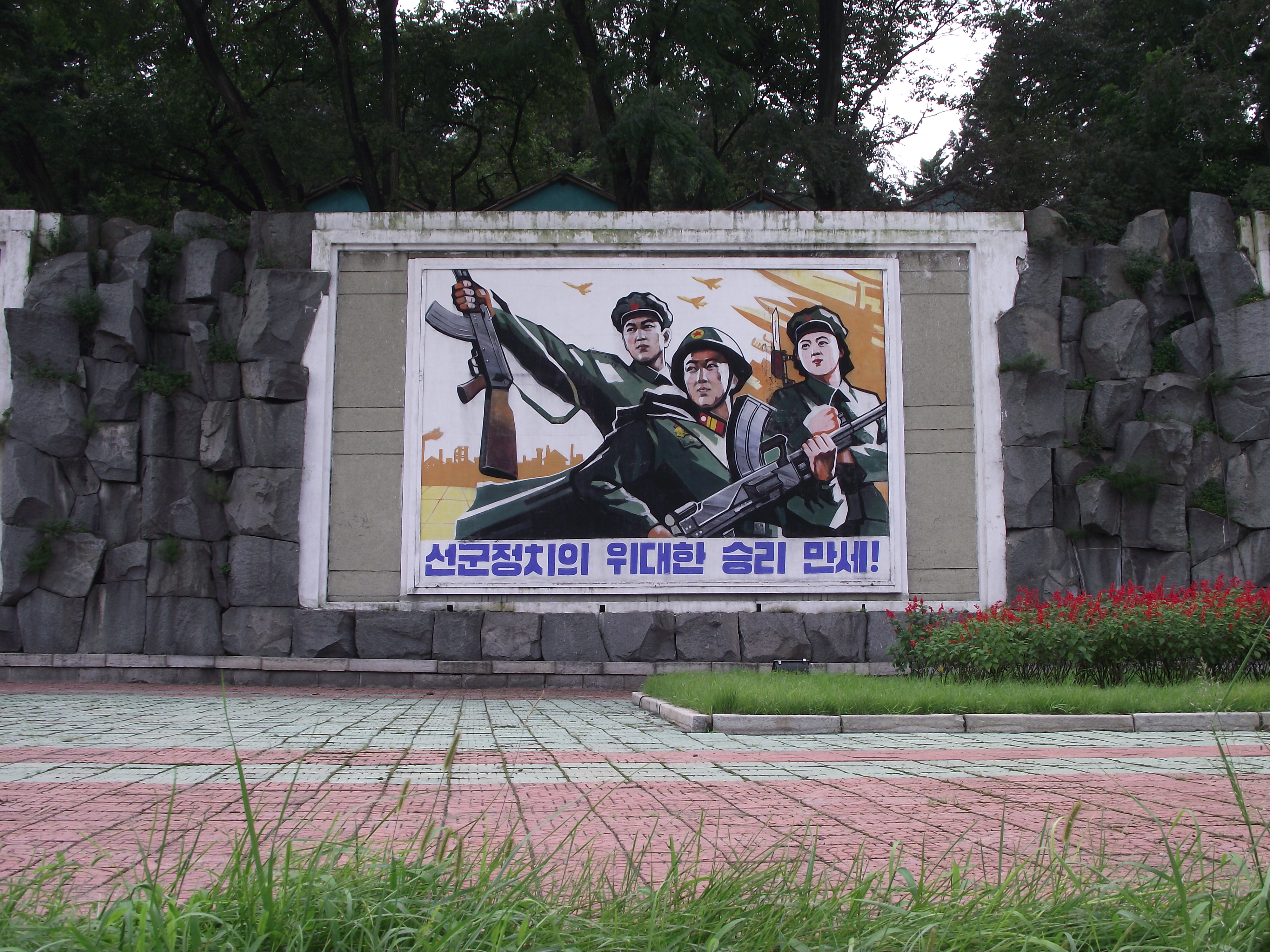
Propagande pour le Songun (« l'armée d'abord »).

Durant le règne de Kim Jong-il, un des thèmes majeurs de la propagande est la nécessité pour Kim de développer l'Armée populaire de Corée en premier lieu (en Corée du Nord, cette politique s'appelle Songun), ce qui force ainsi les autres Coréens à se passer de son attention. Cette vie militaire est présentée comme quelque chose que les Coréens adoptent spontanément, tout en désobéissant souvent aux ordres pour des motifs symboliques élevés.

### Dévouement à l'État
La romance est souvent représentée dans des histoires comme étant déclenchée uniquement par un comportement citoyen modèle de la personne, comme quand une belle fille n'est pas attrayante jusqu'à ce qu'un homme apprend qu'elle s'est portée volontaire pour travailler dans une ferme de pommes de terre.

### Pénurie de nourriture
La famine en Corée du Nord est admise dans la propagande uniquement sous le terme de « pénurie alimentaire » et attribuée au mauvais temps et à l'échec de la mise en œuvre des enseignements de Kim, mais incontestablement meilleure que les situations à l'extérieur de la Corée du Nord.
Le gouvernement insiste sur l'utilisation de « substituts alimentaires » non nutritifs et même dangereux tels que la sciure de bois.

## Pratiques
Chaque année, une maison d'édition publique publie plusieurs bandes dessinées (appelées geurim-chaek (그림책)), dont beaucoup passent en contrebande à travers la frontière avec la Chine et, parfois, se retrouvent dans les bibliothèques universitaires aux États-Unis. Les livres sont conçus pour inculquer la philosophie du Juche de Kim Il-sung (le « père » de la Corée du Nord) - l'autosuffisance radicale de l'État. Les personnages comportent surtout des capitalistes intrigants américains et japonais qui provoquent des dilemmes avec des personnages naïfs de Corée du Nord.

### Affiches
Les affiches représentent les actions correctes de la vie quotidienne, jusqu'au port des vêtements appropriés. Les affiches de propagande nord-coréenne sont très semblables aux messages représentés par d'autres pays communistes. Elles se concentrent sur la puissance militaire, la société utopique, la dévotion à l'État et la personnalité du dirigeant. Elles sont également utilisées pour représenter le contraire de ce qui se passe réellement dans le pays vers le monde extérieur. Kim Jong-il est crédité de l'utilisation de l'art de la propagande et des affiches visant à rendre l'image de la famille Kim inséparable de l'État.
Les cinq grand thèmes de ses affiches sont : la construction du pays, la menace impérialiste, la loyauté et dévotion, la défense de la révolution, la solidarité garante de la victoire.

### Art

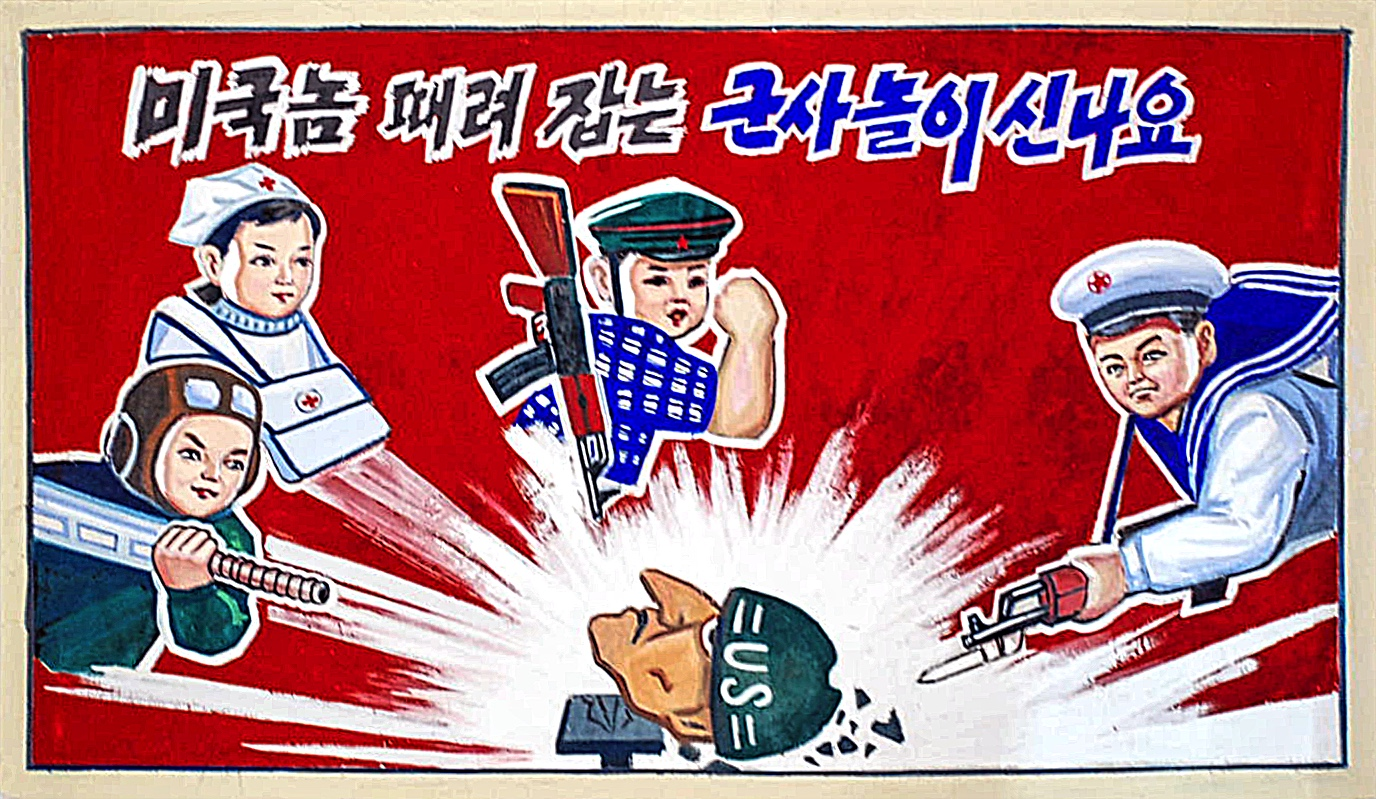
Affiche de propagande dans une école primaire à la ferme Chongsan-ri.

Les beaux-arts se concentrent souvent sur des thèmes militaristes.
La Jeune Bouquetière, un opéra révolutionnaire coréen supposément écrit par Kim Il-sung lui-même, est adapté au cinéma et devient l'un des films les plus populaires en Corée du Nord. L'histoire raconte les souffrances de son héroïne durant l'ère coloniale jusqu'à ce que son frère partisan se venge de son propriétaire oppressant, auquel cas elle s'engage à soutenir la révolution.

### Musique
Les dirigeants suprêmes du pays ont des hymnes dédiés qui servent de tonalité de personnalité et sont diffusés de façon répétitive par les médias d'État :
- Chanson du général Kim Il-sung (pour Kim Il-sung)
- Chanson du général Kim Jong-il et Pas de mère patrie sans toi (en) (pour Kim Jong-il)
- En Marche (en), En avant vers la victoire finale et Nous ne suivrons que vous (pour Kim Jong-un)

### Cinéma

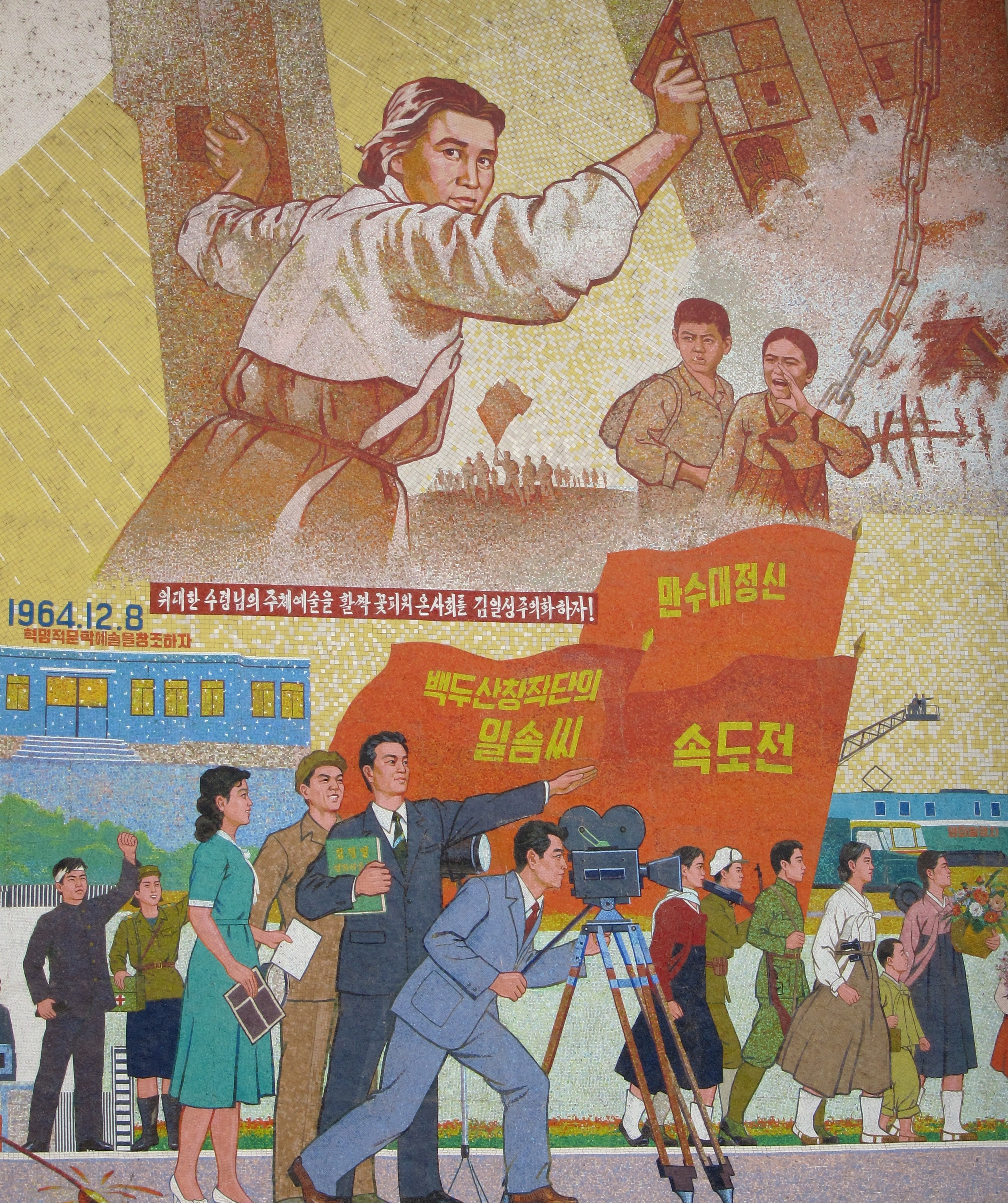
La Corée du Nord ne produit que des films de propagande.

Le gouvernement de la Corée du Nord dirige également une industrie cinématographique. Les films nord-coréens représentent la gloire de la vie nord-coréenne et les atrocités de l'impérialisme occidental, avec pour objectif de montrer des modèles à suivre à l'écran. L'industrie cinématographique est contrôlée par l'université des arts cinématiques et dramatiques de Pyongyang. Kim Jong-Il est autoproclamé comme un génie du cinéma. En 1973, il écrit De l'art cinématographique, un traité sur la théorie du film et le cinéma. Il possédait plus de 20 000 DVD dans sa collection personnelle. Kim pensait que le cinéma était le plus important des arts. Sur le plan national, ces films reçoivent des accueil somptueux. Les critiques internationaux les citent comme des films de propagande, en raison de leurs représentations irréalistes de la Corée du Nord. Récemment, il y a une augmentation des films d'animation. Ceux-ci portent des messages politiques et militaires destinés aux jeunes de Corée du Nord.

### Tracts
Le gouvernement nord-coréen est connu pour lancer des tracts de propagande vers les soldats sud-coréens à travers la zone coréenne démilitarisée. Transportés par ballons, ces tracts critiquent le gouvernement sud-coréen et font l'éloge de la Corée du Nord.

## Réseaux sociaux
La Corée du Nord fait sa première entrée sur le marché des réseaux sociaux en 2010. Le pays lance son propre site internet, sa page Facebook, sa chaîne YouTube,,, son compte Twitter, et sa page Flickr. L'image de profil de tous les comptes des réseaux sociaux, selon l'agence centrale de presse nord-coréenne, est le monument à la Charte des Trois-Points pour la Réunification nationale, une arche de 30 m de haut située à Pyongyang qui « reflète la forte volonté des 70 millions de Coréens à réaliser la réunification du pays avec leurs efforts concertés ».

### Uriminzokkiri
Uriminzokkiri est un site internet qui fournit des informations et des nouvelles en langue coréenne de l'agence centrale de presse de Corée du Nord. Le site offre une traduction en coréen, en russe et en anglais. « Uriminzokkiri » signifie « Nous parmi les nations ». Le site comprend des articles intitulés « Les médias d'entreprise pro-américains/japonais de Corée du Sud : Campagnes de démonstration sans fin contre la république populaire démocratique de Corée », « Le projet pour le nouveau siècle américain : l'ordre du Nouveau monde et les CRIMES continus des États-Unis » et « Kim Jong-un envoie des instruments de musique au palais des enfants ». Le site Web contient également une page pour tv.urminzokirri. Cette page contient des vidéos montrant des informations critiquant les mouvements impérialistes, montrant la bravoure du peuple coréen et la puissance de son armée.

### Facebook
Le compte Facebook nord-coréen apparaît une semaine après que le gouvernement sud-coréen ait bloqué le compte Twitter de la Corée du Nord. Le nom de Facebook est nommé Uriminzok (en français : « Notre race »). La page représente « les intentions des Coréens du Nord et du Sud et des compatriotes à l'étranger, qui souhaitent la paix, la prospérité et l'unification de notre patrie ». Il y a plus de 50 publications sur le mur d'Uriminzokkiri, comprenant des liens vers des rapports critiquant la Corée du Sud et les États-Unis de « bellicistes », des photos de paysages pittoresques de Corée du Nord et une vidéo YouTube d'une cérémonie de danse en hommage à Kim Jong-il, « gardien de la Patrie et créateur de bonheur ».

### YouTube
La chaîne YouTube intitulée Uriminzokkiri est ouverte en juillet 2010. Plus de 11 000 vidéos y sont mises en ligne, y compris des vidéos qui condamnent et se moquent de la Corée du Sud et des États-Unis pour avoir accusé la Corée du Nord du naufrage d'un navire de guerre sud-coréen en mars 2010. Le compte a publié des vidéos montrant la secrétaire d'État des États-Unis Hillary Clinton comme une « maniaque en jupe ». Le compte compte plus de 3 000 abonnés et plus de 3,3 millions de vues depuis le 28 novembre 2012. Début 2015, les chiffres atteignent plus de 11 000 abonnés et plus de 11 millions de vues. Le 5 février 2013, une vidéo de propagande représentant New York en flammes est bloquée puis retirée après qu'Activision ait protesté contre l'utilisation d'images protégées par le droit d'auteur du jeu-vidéo Call of Duty: Modern Warfare 3. Il compte actuellement[Quand ?] environ 12 000 abonnés et 12 600 000 vues.

### Twitter
Le compte Twitter officiel du gouvernement est également nommé Uriminzok (en français : « Notre race »). Il atteint 8 500 abonnés dans sa première semaine. Le 28 novembre 2012, le compte avait près de 11 000 abonnés et avait envoyé près de 5 000 tweets. Début 2015, le compte avait envoyé près de 13 000 messages et avait près de 20 000 abonnés. En janvier 2011, le compte en coréen est piraté et des messages en une appellent les citoyens nord-coréens à commencer un soulèvement. En avril 2013, le compte Twitter du pays est de nouveau piraté par le groupe de militants en ligne Anonymous.

### Flickr
Le compte Flickr est lancé en août 2010 et est désactivé en avril 2013, mais il est maintenant actif depuis 2017 (sous le nom uriminzok). Le site comprend de nombreuses photos de Kim Jong-un recevant des applaudissements de l'armée, des enfants en train de manger, à l'école et s'amusant, de l'agriculture en plein essor, et la vie d'une ville moderne. Le compte Uriminzokkiri Flickr est piraté par les Anonymous en avril 2013, dans le cadre de l'attaque du groupe sur les comptes des médias sociaux de la Corée du Nord.

## Village de propagande
Kijong-dong est un village situé dans la moitié nord de la zone coréenne démilitarisée et est connu en Corée du Nord sous le nom de « Village de la paix ».
La position officielle du gouvernement nord-coréen est que le village comprend une ferme collective de 200 familles, accompagnée d'une garderie, une école maternelle, des écoles primaires et secondaires et un hôpital. Cependant, l'observation depuis le Sud suggère que la ville est en fait un village Potemkine inhabité et construit à très bas prix dans les années 1950 dans un effort de propagande pour encourager les défections de la Corée du Sud et loger les soldats du Nord occupant le vaste réseau de positions d'artillerie, de fortifications et de bunkers souterrains en bordure de la zone frontalière.

### Documentaire
- [vidéo] [vidéo] « Caméra cachée en Corée du Nord - Documentaire sur la propagande dans le pays du secret [Titre original : A Postcard from Pyongyang - Traveling through North Korea] », 2019, 79 min, Magnetfilm, co-production : EASYdoesit GmbH [(en) présentation en ligne], « lire en ligne », sur YouTube  (consulté le 8 janvier 2024).